# Xian de Yi (Hebei)
Pour les articles homonymes, voir Yi.
Le xian de Yi (易县 ; pinyin : Yì Xiàn ; EFEO : Yi-Tchéou) est un district administratif de la province du Hebei en Chine. Il est placé sous la juridiction de la ville-préfecture de Baoding.

## Démographie
La population du district était de 545 004 habitants en 1999.

## Personnalités liées au district
Pierre Loti, raconte son voyage à Yi-Tchéou, dans son ouvrage Les derniers jours de Pékin. Il a été reçu comme un Mandarin lettré d'Occident par les autorités locales et a visité les tombeaux ouest des Qing qui s'y trouvent. Il produit également une description détaillée de la ville à l'époque ; celle-ci se trouvait en zone d'occupation française après la guerre des Boxers.